# جامعة ويلز

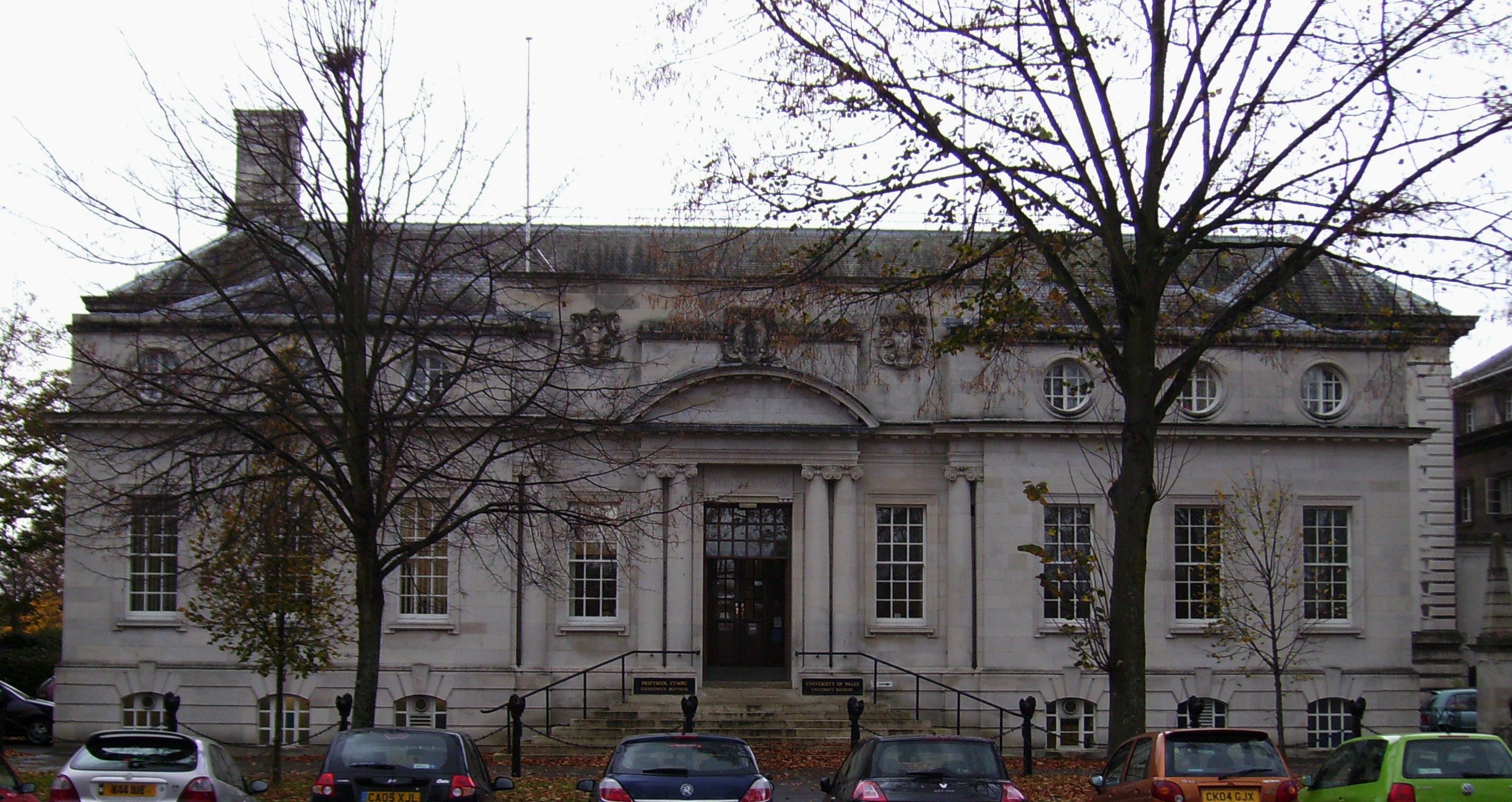
صورة لجامعة ويلز عام 2007

جامعة ويلز هي جامعة كونفدراليه تأسست في 1893 لها مؤسسات في جميع أنحاء ويلز.

## المؤسسات المعتمدة
- جامعة سوانسي
- جامعة بانجور
- جامعة ويلز، نيوبورت
- الجامعة الحديثه بالقاهرة (MTI)

تم تصنيف نيوبورت عالياً في الاستبيان الطلابي الوطني، ووصلت إلى المرتبة الأولى في التمويل والمحاسبة ووصلت إلى مراتب متقدمة في عدة مواضيع من ضمنها الأعمال، وتدريب المعلمين، والعمل الاجتماعي، والهندسة الميكانيكية. ووضع ملحق صحيفة التايمز للتعليم العالي نيوبورت في التصنيف السابع عن الرضا الطلابي العام.
- معهد التعليم العالي ،شمال شرق ويلز
- معهد جامعة ويلز، كارديف

تضم الجامعة ثلاثة عشر مركز تميز معروف على الصعيد الوطني والدولي وفيها عشرة برامج للدراسة معترف بها على صعيد وطني على أنها «ممتازة».
هناك مكتبة ومركز موارد تعليمية واقع في كل من مباني الجامعة الأربعة الواقعة في أماكن مختلفة في مركز المدينة. وكل مكتبة في كل حرم جامعي توفر وصولاً إلى أجهزة كمبيوتر شبكية بالكامل. ويوجد في الجامعة أيضاً غرف كمبيوتر متوفرة على مدار 24 ساعة.
- جامعة ويلز ،لامبرتر
- معهد جامعة ويلز, سوانسي

## المؤسسات المنتسبة
كانت جامعة كارديف في وقت من الاوقات عضوا كامل العضوية في الجامعة

## خريجون بارزون
- محمد المعاضيد: طبيب قطري، حصل على درجتي الماجستير (1992) والدكتوراه (1996) من جامعة ويلز.[3]

## مقالات ذات صلة
- آبريستويث